# Iris Camaa
Iris Camaa (Oostenrijk, 1970) is de artiestennaam van Iris Claudia Alexandra Martina Antonia Kulterer. Ze is zangeres, danseres en percussioniste. Ze is voornamelijk bekend vanwege haar werk met de Duitse muziekgroep Tangerine Dream. Ze is vanaf 2000 afwisselend wel of geen lid van de band, die voornamelijk om Edgar Froese draait. Daarvoor musiceerde ze met Michael Jackson en Dionne Warwick
Inmiddels heeft ze zelf ook een aantal muziekalbums op de markt gebracht, de stijl verschilt behoorlijk van The Dream; het zijn jazzy albums.

## Discografie
- 2003: Chameleon
- 2005: Straight from the shoulder
- 2007: Soul’s embrace
- 2008: Intimate exchange (opgenomen op Cuba)